# Vilmaviridae
Vilmaviridae ist die Bezeichnung für eine Familie von Viren mit sog. Kopf-Schwanz-Aufbau (Klasse Caudoviricetes), die als Bakteriophagen Bakterien der Actinobakterien-Gattung Mycobacterium infizieren.

## Forschungsgeschichte
Die Familie Vilmaviridae wurde mit ihren Unterfamilien vom International Committee on Taxonomy of Viruses (ICTV) im März 2022 mit Veröffentlichung der Master Species List (MSL) #37 aufgrund von Clusteranalysen eingerichtet.
Die Familie umfasst damit die Cluster Y (Wildcatvirus), L (Lclassvirinae) und M (Mclassvirinae) sowie als Singleton Mycobacterium-Phage Kumao (Kumaovirus) der Actinobacteriophage Database.

## Beschreibung
Die Viruspartikel (Virionen) der Vilmaviridae haben als Mitglieder der Caudoviricetes eine Kopf-Schwanz-Struktur vom Morphotyp der Siphoviren; es gibt keine Virushülle. Der ikosaedrische Kapsid des Kopfs hat einen Durchmesser von etwa 80 nm. Der nicht kontraktile Schwanz hat eine Länge von etwa 350 nm.

## Genom und Proteom
Die Mitglieder der Familie Vilmaviridae haben ein lineares dsDNA-Genom von etwa 69 bis knapp über 76 kbp (Kilobasenpaare) bei einem G+C-Gehalt von 59,3 mol%. Es enthält etwa 123–129 Gene, die für ca. 132 Proteine kodieren, dazu kommen 1 bis 12 (nach anderen Angaben 14) tRNAs (Transfer-RNAs).
Das dsDNA-Molekül hat kohäsive 3'-Enden von 10–11 Nukleotiden Länge.
Das Genom kodiert u. a. für folgende Enzyme:
- TerL
- Portal
- Haupt- und Nebenkapsidproteine (Major- und Minor-Kapsidproteine, MCP respektive mCP)
- eine Reihe von Proteinen für den Zusammenbau des Schwanzes: Major-Tail-[5] und zwei Minor-Tail-Proteine, Tail-Terminator, Tail-Assembly-Chaperon, Tail-Tapemeasure-Protein
- Lysin B
- DnaB-ähnliche Helikase

## Replikation
Die Replikation der Vilmaviridae verläuft im Zytoplasma der Bakterienwirte.
Der Zyklus umfasst folgende Schritte:
1. Adsorption: Das Virion des Phagen heftet sich über seine Schwanzfasern an die Rezeptoren (Adhäsionsrezeptoren[6]) der Zielzelle.
2. Ausstoß der viralen DNA in das Zytoplasma der Wirtszelle durch das lange flexible Schwanzsystem (engl. tail ejection system).[7]
3. Transkription und Translation von „frühen“ Genen.
4. Replikation der genomischen DNA.
5. Transkription und Translation der „späten“ Gene.
6. Aufbau eines leeren Prokapsids[8] (leerer Kapsid-Vorläufer) und Verpackung des Genoms.
7. Zusammenbau des Virusschwanzes.
8. Die reifen Virionen werden durch Lyse aus der Zelle freigesetzt.

Die Vilmaviridae sind in der Regel temperent, die Mitglieder der Gattung Wildcatvirus sind jedoch streng lytisch.

## Etymologie
In der Clusteranalyse der Actinobacteriophage Database umfassen die Vilmaviridae die als V, L (Unterfamilie Lclasvirinae) und M (Unterfamilie Mclasvirinae) bezeichneten Cluster. Die Bezeichnung Vilmaviridae leitet sich von diesen Buchstaben ab (‚V‘ englisch vokalisiert zu ‚Vi‘, ‚m‘ zu ‚ma‘), das Suffix ‚-viridae‘ steht für Virusfamilien.

## Systematik
Die innere Systematik der Familie Vilmaviridae (Stand: Mai/Juni 2024) ist gemäß International Committee on Taxonomy of Viruses (ICTV) wie folgt:
Familie Vilmaviridae (24 Gattungen)
- Unterfamilie: Lclasvirinae (früher Cluster L)
  - Gattung Bromdenvirus
    - Spezies Bromdenvirus bromden, mit Mycobacterium-Phage Bromden
    - Spezies Bromdenvirus dyoedafos, mit Mycobacterium-Phage DyoEdafos
    - Spezies „Mycobacterium phage Chaser“ („Mycobacterium-Phage Chaser“)

  - Gattung Bronvirus (früher Bronlikevirus, zu „Subcluster L1“[10])[11]
    - Spezies Bronvirus cicholasnage, mit Mycobacterium-Phage CicholasNage
    - Spezies Bronvirus dirkdirk, mit Mycobacterium-Phage DirkDirk
    - Spezies Bronvirus ohshaghennessy, mit Mycobacterium-Phage OhShagHennessy
    - Spezies Bronvirus silverleaf, mit Mycobacterium-Phage Silverleaf
    - Spezies Mycobacterium virus Bron (Mycobacterium-Virus Bron), mit
Mycobacterium-Phage bron[4] alias LeBron,
Mycobacterium-Phage AvadaKedavra,
Mycobacterium-Phage Halena,
Mycobacterium-Phage UPIE
    - Spezies Mycobacterium virus JoeDirt (Mycobacterium-Virus JoeDirt), mit Mycobacterium-Phage JoeDirt und Mycobacterium-Phage Wamburgrxpress

  - Gattung Faithunavirus (abgetrennt von Bronvirus/Bronlikevirus; zu „Subcluster L2“[12])
    - Spezies Faithunavirus archie, mit Mycobacterium-Phage Archie
    - Spezies Faithunavirus CELFI, mit Mycobacterium-Phage CELFI
    - Spezies Faithunavirus faith1, mit Mycobacterium-Phage Faith1 im „Subcluster L2“[13]
    - Spezies Faithunavirus finemlucis, mit Mycobacterium-Phage Finemlucis
    - Spezies Faithunavirus guuelaD, mit Mycobacterium-Phage GuuelaD
    - Spezies Faithunavirus rumpelstiltskin, mit Mycobacterium-Phage Rumpelstiltskin (Rumpelstilzchen) im „Subcluster L2“[14]
    - Spezies Faithunavirus tourach, mit Mycobacterium-Phage Tourach
    - Spezies „Mycobacterium virus Gabriela“ („Mycobacterium-Virus Gabriela“), mit Mycobacterium-Phage Gabriela[15] im „Subcluster L2“,[13] abgetrennt von Faithunavirus faith1
    - Spezies „Mycobacterium virus Itos“ („Mycobacterium-Virus Itos“), mit Mycobacterium-Phage Itos[16] im „Subcluster L2“,[13] abgetrennt von Faithunavirus faith1

  - Gattung Lumosvirus
    - Spezies Lumosvirus krypton555, mit Mycobacterium-Phage Krypton555
    - Spezies Lumosvirus lolly9, mit Mycobacterium-Phage Lolly9
    - Spezies Lumosvirus lumos, mit Mycobacterium-Phage Lumos
    - Spezies Lumosvirus whirlwind, mit Mycobacterium-Phage Whirlwind

- Unterfamilie: Mclasvirinae (früher Cluster M)
  - Gattung Bongovirus
    - Spezies Bongovirus bongo, mit
Mycobacterium-Phage Bongo,
Mycobacterium-Phage Bricole,
Mycobacterium-Phage IPhane7,
Mycobacterium-Phage LilhomieP,
Mycobacterium-Phage PegLeg,
Mycobacterium-Phage TyDawg
    - Spezies Bongovirus reindeer, mit Mycobacterium-Phage Reindeer

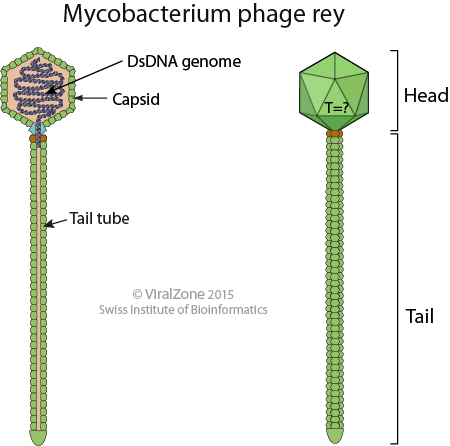
Schemazeichnung eines Virions des Mycobacterium-Phagen rey, Gattung Reyvirus (früher Reylikevirus)

  - Schemazeichnung eines Virions des Mycobacterium-Phagen rey, Gattung Reyvirus (früher Reylikevirus)Gattung Reyvirus (früher Reylikevirus)[17]
    - Spezies Reyvirus aziz, mit Mycobacterium-Phage Aziz und Mycobacterium-Phage GenevaB15[1]
    - Spezies Reyvirus estes, mit Mycobacterium-Phage Estes
    - Spezies Reyvirus mrmagoo, mit Mycobacterium-Phage MrMagoo und Mycobacterium-Phage GardenSalsa[1]
    - Spezies Reyvirus rey, mit Mycobacterium-Phage Rey alias rey

- ohne Unterfamilienzuweisung:
  - Gattung Kumaovirus
    - Spezies Kumaovirus kumao, mit Mycobacterium-Phage Kumao[18][19]

  - Gattung Wildcatvirus(früher Cluster V[20])
    - Spezies Mycobacterium virus Wildcat (Mycobacterium-Virus Wildcat), mit
Mycobacterium-Phage Cosmo,
Mycobacterium-Phage EniyanLRS,
Mycobacterium-Phage MaryV,
Mycobacterium-Phage Wildcat (engl. Mycobacterium phage Wildcat)[21][20]
    - Spezies  „Mycobacterium phage Azrael10“ („Mycobacterium-Phage Azrael10“)

Vorgeschlagene Mitglieder (nicht vom ICTV bestätigt, in Anführungszeichen) sind der Taxonomie des National Center for Biotechnology Information (NCBI) entnommen (auszugsweise).